# Holcaeus glabriculus
Holcaeus glabriculus är en stekelart som först beskrevs av Christian Gottfried Daniel Nees von Esenbeck 1834.  Holcaeus glabriculus ingår i släktet Holcaeus och familjen puppglanssteklar. Inga underarter finns listade i Catalogue of Life.